# NGC 4863
NGC 4863 este o galaxie lenticulară situată în constelația Fecioara. A fost descoperită în 26 februarie 1886 de către Francis Leavenworth. Se află la o distanță de 63,42 de megaparseci de Pământ.